# Charlotte de Witte
Charlotte de Witte (Gent, 1992. július 21. –) belga lemezlovas és zenei producer, aki az acid techno és a minimal techno műfaj képviselője. Pályafutása korai szakaszában, 2015-ig a Raving George művésznevet használta. A KNTXT lemezkiadó alapítója és tulajdonosa.
Pályáját 2009-ben kezdte underground nightclubzenészként, két évvel később kezdte elkészíteni saját munkáit. 2015 óta saját néven készíti zenéit, 2019-ben pedig saját lemezkiadóját is megalapította (KNTXT). Ugyanebben az évben a DJ Awards szavazáson a világ legjobb techno DJ-jének választották, azóta a világ legjobb lemezlovasai közt tartják számon. Beceneve a "techno királynő".
2022-ben feleségül ment Enrico Sangiuliano olasz techno lemezlovashoz.

## Diszkográfia
DJ mixek
- Turbo Promo DJ Mix (2016)
- Connection (2017)
- Groove Podcast 163 (2018)
- SonneMondSterne XXII (2018)

EP-k
- Monodon Monoceros (2013; Raving George néven)
- Obverse EP (2013; Raving George néven)
- Slaves / Alternate (2013; Raving George néven)
- Weltschmerz (2015)
- Trip (2016)
- Sehnsucht (2016)
- Actually (2016)
- Brussels (2017)
- Voices of the Ancient (2017)
- Closer (2017)
- Our Journey (2017)
- Wisdom (2017)
- Heart of Mine (2018)
- The Healer (2018)
- Liquid Slow (2019; feat. Chris Liebing)
- Pressure (2019)
- Selected (2019)
- Vision (2020)
- Return to Nowhere (2020)
- Rave on Time (2020)
- Formula (2021)
- Asura (2021)
- Universal Consciousness (2022)
- Apollo (2022)
- Reflection (2023; feat. Enrico Sangiuliano)
- Overdrive (2023)
- Power Of Thought (2023)

Kislemezek
- "You're Mine" featuring Oscar and the Wolf (2015; Raving George néven)
- "The Age of Love" (2021; featuring Enrico Sangiuliano)
- "High Street" (2023)

Remixek
- Jerome Isma-Ae - Hold That Sucker Down (Trance & Rave remix) (2020)
- Bob Moses & Zhu - Desire (2020)